# 前740年
| 千纪： | 前1千纪 |
| 世纪： | 前9世纪 \| 前8世纪 \| 前7世纪 |
| 年代： | 前770年代 \| 前760年代 \| 前750年代 \| 前740年代 \| 前730年代 \| 前720年代 \| 前710年代 |
| 年份： | 前745年 \| 前744年 \| 前743年 \| 前742年 \| 前741年 \| 前740年 \| 前739年 \| 前738年 \| 前737年 \| 前736年 \| 前735年 |
| 纪年： | 辛丑年（牛年）；周平王三十一年；魯惠公二十九年；齊莊公五十五年；晉昭侯六年；曲沃桓叔五年；秦文公二十六年；楚武王元年；宋宣公八年；衛莊公十八年；陳桓公五年；蔡宣公十年；曹桓公十七年；鄭莊公四年；燕鄭侯二十五年；杞武公十一年 |

## 大事記
- 衛莊公任令其庶子州吁為大將，大臣石碏勸諫衛君衛國將來必有內亂，衛君不聽。[1]